# Alexandre-René Pignier
Alexandre-René Pignier, né le 15 novembre 1785 et mort le 8 février 1874, fut directeur de l’Institution Royale des Jeunes Aveugles de Paris (aujourd’hui l’Institut National des Jeunes Aveugles) de 1821 à 1840. Son importance comme directeur fut telle qu’on l’a qualifié de « second fondateur de l’institution ». Il apporta beaucoup d’améliorations dans l’enseignement dispensé dans l’établissement et soutint Louis Braille, l’inventeur d’une méthode d’écriture pour les aveugles. Pignier écrivit la première biographie de Braille, ainsi qu’une histoire de l’Institution.

## Débuts dans la vie
Alexandre-René Pignier naquit en 1785 à Bagnolet, Seine-Saint-Denis, troisième enfant de Jean Mauxe Pignier, huissier-priseur au Châtelet à Paris, et de Françoise Timothée Jerôme. Alexandre-René avait deux sœurs ainées : Hortense Pétronille Charlotte et Étiennette Rosalie Timothée. Il fit ses études à l’École de Médecine de Paris, où il obtint son diplôme en 1813. Sa thèse portait comme titre Essai sur l'influence que l'éducation morale peut avoir sur la santé.

## Carrière
Avant d’être nommé directeur de l’Institution, Pignier travailla comme médecin au Séminaire Saint-Sulpice d’Issy (maintenant Issy-les-Moulineaux), près de Paris. En 1821, il fut nommé directeur de l’Institution Royale des Jeunes Aveugles, succédant à Sébastien Guillié licencié en février de cette même année. Pignier avait alors 35 ans. L’école occupait l’ancien Séminaire St-Firmin, un vieux bâtiment en mauvais état situé rue St-Victor dans le Quartier Latin, lieu d’un massacre pendant la Révolution. Sa sœur Étiennette l’accompagna et s’occupa de son intendance ; de temps en temps, elle participait à l’instruction des filles scolarisées dans l’établissement.
Pendant sa première année à l’Institution, Pignier fit deux choses importantes. D’abord, en avril 1821, il introduisit l’écriture ponctuée de Charles Barbier de la Serre. Cette forme d’écriture inspira Louis Braille et le mena à créer sa propre méthode de communication pour les aveugles. Ensuite, en juillet, Pignier accueillit le fondateur de l’école, Valentin Haüy, à une fête pour St-Vincent de Paul  puis en août à un concert donné en son honneur. Le directeur précédent, Guillié, avait refusé l’accès de l’école à Haüy. La reconnaissance de Pignier tourna définitivement la page Guillié.
Pignier développa les programmes académiques et manuels délaissés sous Guillié. Les inspecteurs ayant remarqué les problèmes de santé des élèves, Pignier abolit le châtiment corporel au sein de l’école. Il œuvra pour l’augmentation de la rémunération et l’amélioration des conditions de vie des jeunes instituteurs aveugles, que l’on nommait répétiteurs, et qui étaient traités plus comme des élèves que comme des instituteurs.
Pignier introduisit l’enseignement de l’histoire et de l’orgue. Grâce à ses relations avec le Séminaire St-Sulpice, il connaissait bon nombre d’ecclésiastiques dans Paris ayant besoin d’organistes ;  il put ainsi trouver des postes pour les organistes sortis de l’école, comme Louis Braille par exemple. Il encourageait les visites aux musiciens professionnels, tels que Niccolò Paganini, et plus tard, il introduisit une formation d’accordeur de piano. Un des étudiants ayant suivi cette formation, Claude Montal, devint un facteur de pianos réputé.
Pignier cherchait un nouvel endroit pour l’école, le vieux bâtiment mettant en danger la santé des élèves. Entre 1821 et 1838, 55 élèves moururent. Il réussit à trouver du soutien pour le projet et obtint un site sur le boulevard des Invalides. La construction d’une nouvelle école commença en juin 1839. Malheureusement, le second instituteur, Pierre-Armand Dufau, faisait pression sur le Conseil d’administration pour renvoyer Pignier. Il prit sa retraite le 7 mai 1840, à l’âge de 54 ans. Ce fut Dufau, et non Pignier, qui présida la cérémonie d’inauguration du nouveau bâtiment de l’école en 1844.
Pendant sa retraite, même s’il semble avoir été oublié par l’administration de l’école, d’anciens élèves, tels Louis Braille et Gabriel Gauthier, venaient régulièrement voir le docteur Pignier.
Pignier était profondément catholique, et se préoccupait du bien-être des autres, et spécifiquement des jeunes. Pendant les années où il dirigea l’école, il fut membre du Conseil d’administration d’une organisation charitable, la Maison de refuge des jeunes condamnés, fondée en 1817 ; cet organisme ferma en 1832. La maison aidait les jeunes âgés de moins de 15 ans à leur sortie de prison. Plus tard, Pignier écrivit un livre sur cette organisation et son fondateur, l'Abbé François-Xavier Arnoux.

## Publications
Pendant sa retraite, Pignier écrivit plusieurs livres basés sur ses expériences. Il ne mettra pas son nom sur ses publications, mais celles-ci sont identifiées comme étant les siens :
Notices biographiques sur trois professeurs : anciens élèves de l'Institution des jeunes aveugles de Paris, Paris : Madame Veuve Bouchard-Huzard, 1859.
Notice historique sur l'abbé Arnoux et sur la maison de refuge des jeunes condamnés dont il a été le fondateur, Paris : Madame Veuve Bouchard-Huzard, 1859.
Essai historique sur l'Institution des jeunes aveugles de Paris, Paris : Madame Veuve Bouchard-Huzard, 1860.
Renseignements pour servir à l'histoire d'une Société de charité ou de bonnes œuvres fondée et dirigée par l'abbé Legris Duval, Paris : Madame Veuve Bouchard-Huzard, 1861.
Note relative à Descartes, Paris : Madame Veuve Bouchard-Huzard, 1867.

## Décès
Pignier mourut à Paris le 15 novembre 1874, à 88 ans. Il fut enterré au cimetière Montparnasse. En 1989, sa dépouille fut transférée vers un ossuaire au cimetière du Père-Lachaise.

## Sources
1. ↑  Weygand, Zina, Vivre san Voir, Paris: Edition Créaphis, 2003, page 322.
2. ↑  Pignier, A.R., Notice Biographique sur Trois Professeurs, Anciens Élèves de l'Institution des Jeunes Aveugles de Paris. Paris : Imprimerie Buchard-Huzard, 1859.
3. ↑  https://ia804506.us.archive.org/18/items/almanachgnra00pari/almanachgnra00pari.pdf
4. ↑  https://search.worldcat.org/title/427965739
5. ↑  Weygand, page 322.
6. ↑  https://chnm.gmu.edu/september-massacres/files/TheSeptemberMassacres-Eng.pdf
7. ↑  https://www.calameo.com/read/004631890b09cfdc961ea
8. ↑  Campsie, Philippa (2021-06-15). Charles Barbier: A hidden story. Disability Studies Quarterly. 41 (2). doi:10.18061/dsq.v41i2.7499. ISSN 2159-8371. S2CID 236316383.
9. ↑  Henri, Pierre, La Vie et l’Œuvre de Louis Braille, Paris : Presses Universitaires de France, 1952, pages 35–61.
10. ↑  Weygand, page 323.
11. ↑  Weygand, page 324.
12. ↑  Mellor, Michael, Louis Braille : Le Génie au bout des doigts, Paris : Editions du Patrimoine, 2008, page 89.
13. ↑  Pignier, A.-R., Essai historique sur l'Institution des jeunes aveugles de Paris, Paris: Madame Veuve Bouchard-Huzard, 1860.
14. ↑  Guilbeau, Edgard, Histoire de l'Institution Nationale des Jeunes Aveugles, Paris : Belin Frères, 1907, page 45.
15. ↑  Weygand, page 325.
16. ↑  https://www.commemoration-claude-montal.fr/biographie/1821-1829-repetiteur/
17. ↑  Weygand, page 326.
18. ↑  Weygand, page 327.
19. ↑  Guilbeau, page 65.
20. ↑  Guilbeau, page 61.
21. ↑  Pignier, A.-R., Notice historique sur l'abbé Arnoux et sur la maison de refuge des jeunes condamnés dont il a été le fondateur, Paris : Madame Veuve Bouchard-Huzard, 1859.